# Srebrzanka modrodzioba
Srebrzanka modrodzioba (Spatula versicolor) – gatunek średniej wielkości ptaka z rodziny kaczkowatych (Anatidae). Nie jest zagrożony wyginięciem.

## Występowanie
Południowa Ameryka Południowa, w tym Falklandy.

## Systematyka
Zaliczany wcześniej do tego gatunku, podgatunek puna, obecnie traktowany jest jako odrębny takson – srebrzanka andyjska (Spatula puna). Wyróżniono dwa podgatunki S. versicolor:
- S. versicolor versicolor – środkowe Chile do południowej Brazylii i południowej Argentyny.
- S. versicolor fretensis – południowe Chile i południowa Argentyna, Falklandy.

## Morfologia
Długość ciała 38–43 cm, długość skrzydła 18,3–20,5 cm, masa ciała samców 442–473 g, samic 373 g. Obie płci podobnie ubarwione. Dziób długi, niebieski, u nasady żółty. Czapeczka ciemna, boki głowy kremowe. Tułów ciemny, z jasnymi obrzeżeniami piór. Kuper prążkowany, lusterko zielone, biało obrzeżone.

## Ekologia

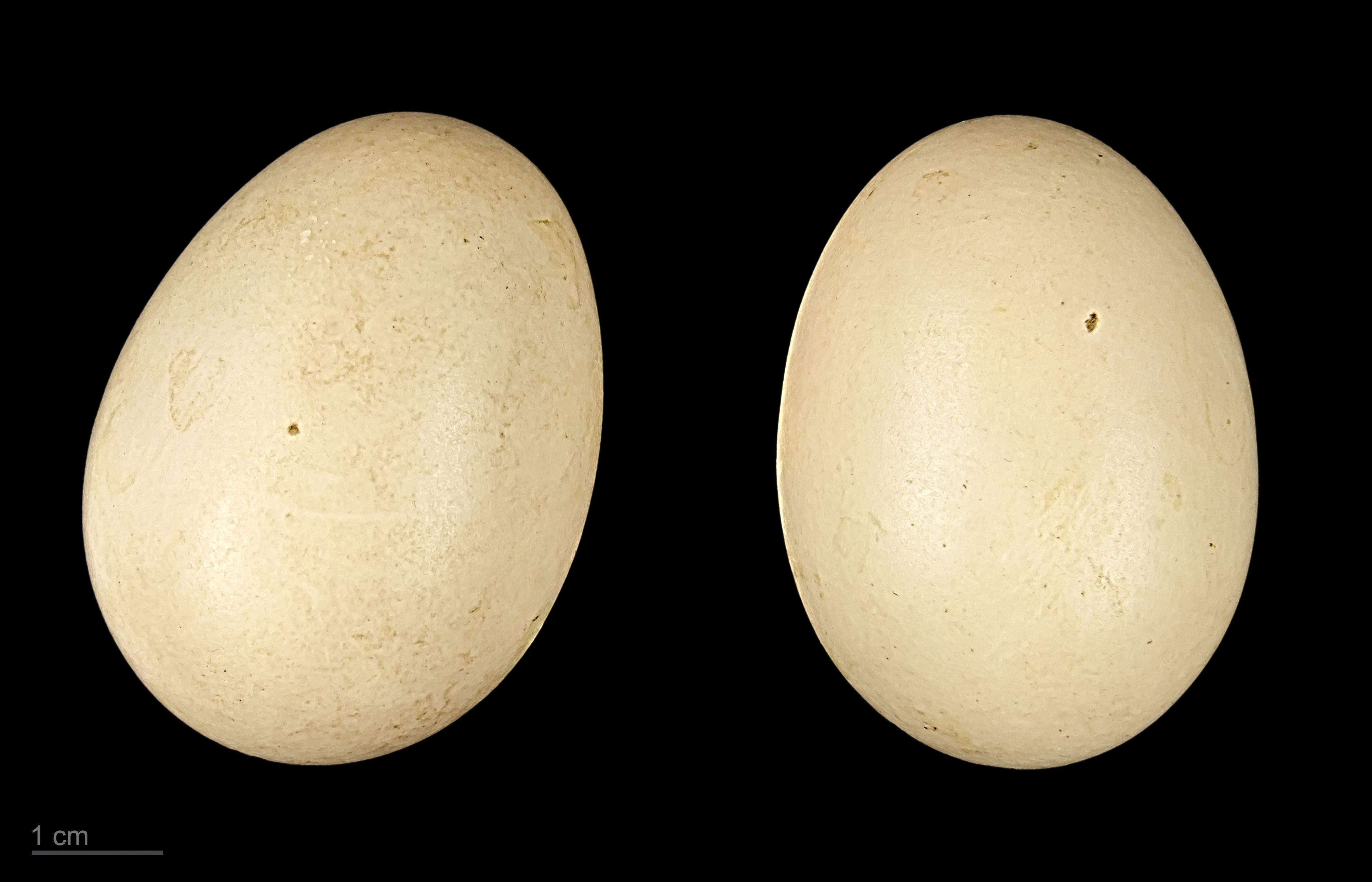
Jaja z kolekcji muzealnej

Ptak ten zasiedla płytkie jeziora, bagna i słodkowodne baseny. Częściowo wędrowny. Żywi się nasionami i wegetatywnymi częściami roślin wodnych, trawami i turzycami. Poluje też na bezkręgowce wodne (a także na larwy owadów, mięczaki i skorupiaki), pluskając na powierzchni, zanurzając głowę i stając pionowo w płytkich wodach, czasami również nurkuje.
Sezon godowy na południu przypada głównie na październik-listopad, w Peru na wrzesień-marzec. Samce w pewnym stopniu są poligamiczne, zmuszając inne samice do kopulacji, ale zakres takiego zachowania nie jest dobrze znany, a przynajmniej niektóre pary są monogamiczne. Gniazduje w pojedynczych parach lub luźnych grupach; gniazda zbudowane są na ziemi wśród roślinności. Samica składa 6–10 (średnio 8) jaj, wielkości 47–51,8 mm x 32,6–36,8 mm o masie 26–38 g. Jaja wysiaduje wyłącznie samica przez 25–26 dni. Średnia masa wylęgniętych młodych to 18 g. Brak danych na temat wychowu młodych, ale samice opiekują i bronią swojego potomstwa. Dojrzałość płciową młode osiągają prawdopodobnie około pierwszego roku życia.

## Status i ochrona
W Czerwonej księdze gatunków zagrożonych Międzynarodowej Unii Ochrony Przyrody srebrzanka modrodzioba nieprzerwanie od 1988 roku jest zaliczana do kategorii LC (najmniejszej troski). Gatunek pospolity i jako całość populacji nie jest zagrożony. Wielkość populacji oszacowana w 2000 roku wyniosła 25 000–100 000. Globalny trend liczebności uznawany jest za stabilny, choć trendy liczebności niektórych populacji nie są znane.